# Liste der Unterpräfekturen Guineas

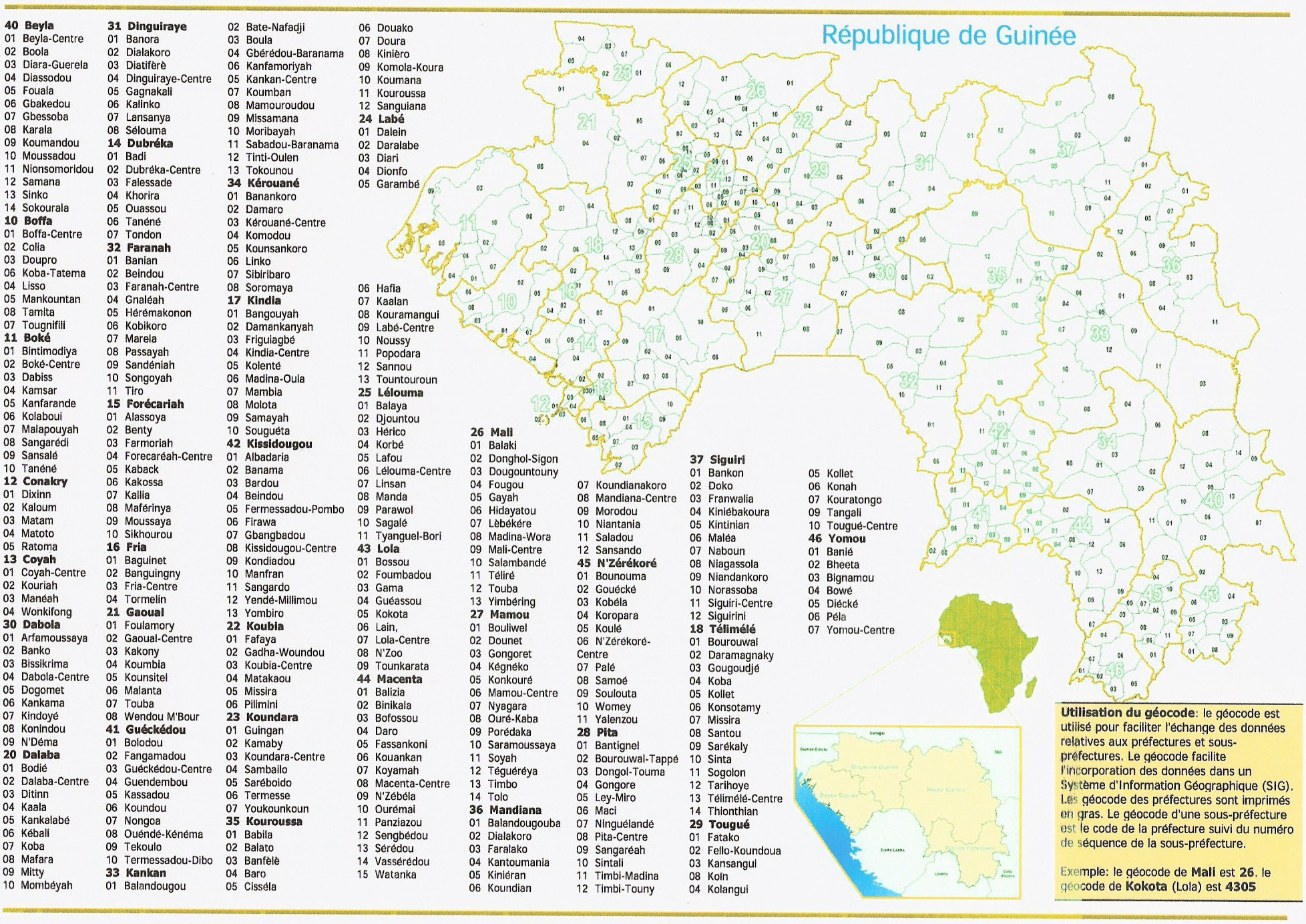
Übersicht über die Unterpräfekturen Guineas

Die Unterpräfekturen Guineas (französisch sous-prefectures) sind nach den sieben Regionen Guineas, der zone spéciale um die Hauptstadt Conakry und den 33 Präfekturen des Landes die nächsttieferen Verwaltungseinheiten des westafrikanischen Guinea. 2009 bestanden diese Unterpräfekturen aus 303 ländlichen und 38 urbanen Kommunen, von denen 5 (Kaloum, Dixin, Matam, Ratoma und Matoto) den Großraum der Hauptstadt Conakry bilden.
Die 341 Unterpräfekturen in alphabetischer Ordnung:
| - Alassoya - Albadariah - Arfamoussaya - Babila - Badi - Baguinet - Balaki - Balandougou - Balandougouba - Balato - Balaya - Balizia - Banama - Banankoro - Banfélé - Bangouyah - Banguigny - Banian - Banié - Banko - Bankon - Banora - Bantignel - Bardou - Baro - Baté-Nafadji - Beindou - Beindou - Benty - Beyla-Centre - Bheeta - Bignamou - Binikala - Bintimodiya - Bissikrima - Bodié - Boffa-Centre - Bofossou - Boké-Centre - Bolodou - Boola - Bossou - Boula - Bouliwel - Bounouma - Bourouwal - Bourouwal-Tappé - Bowé - Cisséla - Colia - Coyah-Centre - Dabiss - Dabola-Centre - Dalaba-Centre - Dalein - Damankanyah - Damaro - Daralabé - Daramagnaky - Daro - Dialakoro - Dialakoro - Diaraguéréla - Diari - Diassodou - Diatiféré - Diécké - Dinguiraye-Centre - Dionfo - Diountou - Ditinn - Dixinn | - Dogomet - Doko - Donghol-Sigon - Dongol-Touma - Douako - Dougountouny - Dounet - Douprou - Doura - Dubréka-Centre - Fafaya - Faléssadé - Fangamadou - Faralako - Faranah-Centre - Farmoriah - Fassankoni - Fatako - Fello-Koundoua - Fermessadou-Pombo - Firawa - Forécariah-Centre - Fouala - Fougou - Foulamory - Foumbadou - Franwalia - Fria-Centre - Friguiagbé - Gadha-Woundou - Gagnakaly - Gama-Béréma - Gaoual-Centre - Garambé - Gayah - Gbakédou - Gbangbadou - Gbessoba - Gbérédou-Baranama - Gnaléah - Gongore - Gongoret - Gouécké - Gougoudjé - Guendembou - Guéassou - Guéckédou-Centre - Guingan - Hafia - Hérémakonon - Hérico - Hidayatou - Kaala - Kaalan - Kaback - Kakony - Kakossa - Kalinko - Kallia - Kaloum - Kamaby - Kamsar - Kanfamoriyah - Kanfarandé - Kankalabé - Kankama - Kankan-Centre - Kansangui - Kantoumanina - Karala - Kassadou - Kébali | - Kégnéko - Kérouané-Centre - Khorira - Kindia-Centre - Kindoyé - Kiniébakoura - Kiniéran - Kiniéro - Kintinian - Kissidougou-Centre - Koboa - Koba-Tatema - Kobéla - Kobikoro - Koïn - Kokota - Kolaboui - Kolangui - Kolenté - Kollet - Kollet - Komodou - Komola-Khoura - Konah - Kondiadou - Konindou - Konkouré - Konsotami - Korbé - Koropara - Kouankan - Koubia-Centre - Koulé - Koumana - Koumandou - Koumban - Koumbia - Koundara-Centre - Koundian - Koundianakoro - Koundou - Kounsankoro - Kounsitel - Kouramangui - Kouratongo - Kouriah - Kouroussa-Centre - Koyamah - Labé-Centre - Lafou - Lainé - Lansanya - Ley-Miro - Lébékéren - Lélouma-Centre - Linko - Linsan-Saran - Lisso - Lola-Centre - Macenta-Centre - Maci - Madina-Oula - Madina-Wora - Mafara - Maférinya - Malanta - Malapouyah - Maléah - Mali-Centre - Mambia | - Mamou-Centre - Mamouroudou - Manda - Mandiana-Centre - Manéah - Manfran - Mankountan - Marela - Matakaou - Matam - Matoto - Missamana - Missira - Mitty - Molota - Mombéyah - Moribayah - Morodou - Moussadou - Moussayah - N'Déma - N'Zébéla - N'Zérékoré-Centre - N'Zoo - Naboun - Niagassola - Niandankoro - Niantanina - Ninguélandé - Nionsomoridou - Nongoa - Norassoba - Noussy - Nyagara - Ouassou - Ouendé-Kénéma - Ouré-Kaba - Ourémaï - Palé - Panziazou - Parawol - Passayah - Péla - Pilimini - Pita-Centre - Popodara - Porédaka - Ratoma - Sabadou-Baranama - Sagalé - Saladou - Salambandé - Samana - Samayah - Sambailo - Samoé - Sandéniah - Sangardo - Sangaréah - Sangarédi - Sanguiana - Sannou - Sansalé - Sansando - Santou - Saramoussayah - Saréboido - Sarékaly - Sengbédou - Sélouma - Sérédou - Sibiribaro | - Siguiri-Centre - Siguirini - Sikhourou - Sinko - Sinta - Sintali - Sogolon - Sokourala - Songoyah - Soromaya - Souguéta - Soulouta - Soyah - Tamita - Tanéné - Tangali - Tarihoye - Termessadou-Dibo - Termessé - Téguéréyah - Tékoulo - Télimélé-Centre - Téliré - Thionthian - Timbi-Madina - Timbi-Touni - Timbo - Tinti-Oulen - Tiro - Tokounou - Tolo - Tondon - Tomba kanssa - Tormélin - Touba (Boké) - Touba (Labé) - Tougnifili - Tougué-Centre - Tounkarata - Tountourou - Tyanguel-Bori - Vassérédou - Watanka - Wendou M'Bour - Womey - Wonkifong - Yalenzou - Yendé-Millimou - Yimbéring - Yombiro - Yomou-Centre - Youkounkoun |